# Heliotropium albiflorum
Heliotropium albiflorum är en strävbladig växtart som beskrevs av Adolf Engler. Heliotropium albiflorum ingår i Heliotropsläktet som ingår i familjen strävbladiga växter. Inga underarter finns listade i Catalogue of Life.